# Vanessa Van Renterghem
Pour les articles homonymes, voir Van Renterghem.
Vanessa Van Renterghem (née le 13 décembre 1972) est une historienne française.

## Biographie
Née le 13 décembre 1972, Vanessa Van Renterghem est ancienne élève de l'École normale supérieure (promotion 1992), agrégée (1996) et docteur en histoire (2004). Elle a également suivi des études de sciences sociales.
Depuis 2006, elle est maître de conférences à l'Institut national des langues et civilisations orientales. En 2010-2014, elle fait un séjour professionnel à Damas, puis Beyrouth.
Elle est spécialiste d'histoire médiévale de l'islam.
Elle a créé l'association humanitaire Life for Syria.

## Ouvrages
- Avec Annliese Nef, Muhammad, Paris, La Documentation française, coll. « Récits primordiaux », 2011, 93 p. (ISBN 978-2-11-008431-6).
- Les Élites bagdadiennes au temps des Seldjoukides : étude d'histoire sociale (thèse de doctorat en histoire remaniée), Damas, Presses de l'IFPO, coll. « PIFD », 2015, 284 p. (ISBN 978-2-35159-704-0).